# Dobrovolný svazek obcí Poorlicko
Dobrovolný svazek obcí Poorlicko je svazek obcí (dle § 49 zákona č.128/2000 Sb. o obcích) v okresu Pardubice a okresu Rychnov nad Kněžnou, jeho sídlem jsou Albrechtice nad Orlicí a jeho cílem je koordinování celkového rozvoje území mikroregionu na základě společné strategie, přímé provádění společných investičních akcí a společná propagace mikroregionu v cestovním ruchu. Sdružuje celkem 10 obcí a byl založen v roce 1993.

## Obce sdružené v mikroregionu
- Albrechtice nad Orlicí
- Bolehošť
- Borohrádek
- Čermná nad Orlicí
- Horní Jelení
- Lípa nad Orlicí
- Nová Ves
- Týniště nad Orlicí
- Veliny
- Žďár nad Orlicí